# QF 4-inch-Schiffsgeschütz Mk IV, XII, XXII
Das QF 4 inch (102 mm) Mk IV war ein britisches Schiffsgeschütz. Die Kaliberlänge beträgt 40 (4,064 m). Es wurde 1911 mit höherer Feuerrate als Nachfolger des Geschützes BL 4 inch Mk VIII eingeführt. Es konnte nur zur Bekämpfung von See- und Landzielen eingesetzt werden.

## Verwendung

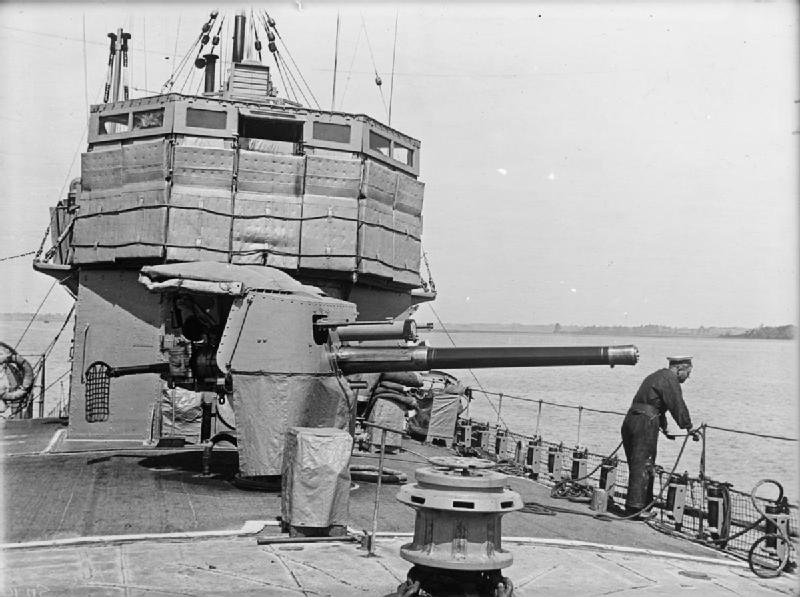
Mk.IV Kanone auf der HMS Satyr, etwa 1917–1918

Das QF 4 inch Mk IV diente der Ausrüstung vieler Zerstörer und auch einiger Kreuzer der Royal Navy während des Ersten Weltkriegs als mittlere Standardrohrwaffe. Im Zweiten Weltkrieg diente es der Bewaffnung von Handelsschiffen. Die Varianten Mk XII und Mk XXII wurden auf U-Booten in beiden Weltkriegen eingesetzt.

## Mk IV
Die Variante Mk IV besaß einen halbautomatisch betätigten Verschluss. Insgesamt wurden von ihr 1141 Stück produziert, von denen Anfang 1939 noch 979 im Einsatz waren.

### Einheiten
(Aufzählung unvollständig)
- Sentinel-Klasse (Aufklärungskreuzer, nach Neubewaffnung)
- Forward-Klasse (Aufklärungskreuzer, nach Neubewaffnung)
- Pathfinder-Klasse (Aufklärungskreuzer, nach Neubewaffnung)
- Adventure-Klasse (Aufklärungskreuzer, nach Neubewaffnung)
- Acasta-Klasse Zerstörer
- Laforey-Klasse Zerstörer
- Yarrow-M-Klasse Zerstörer
- Admiralty-M-Klasse Zerstörer
- Thornycroft-M-Klasse Zerstörer
- Hawthorn-M-Klasse Zerstörer
- Medea-Klasse Zerstörer
- Talisman-Klasse Zerstörer
- R-Klasse Zerstörer
- S-Klasse Zerstörer
- Marksman-Klasse Flottillenführer
- Faulknor-Klasse Flottillenführer
- Parker-Klasse Flottillenführer

## Mk XII und Mk XXII

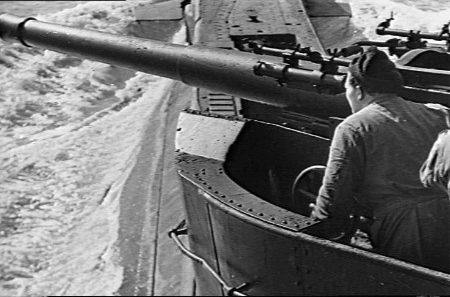
Mk-XII-Geschütz auf einem U-Boot der T-Klasse

Die Mk-XII-Variante wurde ab 1918 zur Bewaffnung von U-Booten eingesetzt, die Mk XXII wurde ab 1944 zum selben Zweck entwickelt. Beide Varianten hatten einen manuell betätigten Verschluss. Diese U-Boot-Kanonen verschossen ab den letzten Monaten des Jahres 1944 schwerere Geschosse von 15,9 kg. Insgesamt wurden 112 Mk. XII gebaut, von denen Anfang 1939 noch 58 im Einsatz waren. Dazu kamen dann noch 46 Geschütze vom Typ Mk. XXII.

### Einheiten
(Aufzählung unvollständig)
- L-Klasse
- Odin-Klasse
- Parthian-Klasse
- River (oder Thames) Klasse
- Grampus (oder Porpoise) Klasse
- Triton („T“) Klasse
- Einige Boote der S-Klasse
- Einige Boote der Amphion („A“ oder Acheron) Klasse